# 阿爾米宗斯科耶區
55°56′36″N 67°41′29″E / 55.94333°N 67.69139°E
阿爾米宗斯科耶區（俄语：Армизонский район），是俄羅斯的一個區，位於該國南部，由秋明州負責管轄，面積3,109平方公里，2010年該區人口10,064，人口密度每平方公里3.24人。